# 佟家站
佟家站是凤上铁路上的一个乘降所，位于辽宁省丹东市凤城市石城镇太阳村，因车站所在地的佟家窝铺而得名。该站距离凤凰城站59公里，上河口站95公里，隶属中国铁路沈阳局集团管辖。